# Rudolf von Wittenburg
Rudolf von Wittenburg (ur. 8 sierpnia 1913 w Słokowie, zm. sierpień 1945) – niemiecki wojskowy w stopniu Hauptmanna.

## Życiorys
Urodził się w pałacu w Słokowie jako najstarszy syn Gustava von Wittenburga (1882–1961) oraz Ruth von Raczeck (1885–1968). Miał czwórkę rodzeństwa: siostry Margueritę Dorothę i Sophie Dorothę oraz braci Johannesa i Carla Gustava.
Naukę rozpoczął w szkole w Prudniku, gdzie mieszkał u swoich krewnych. Około 1930 ojciec Rudolfa wysłał go do szkoły rolniczej w Bad Godesberg. W szkole poznał się ze studentką ogrodnictwa, Moniką von Ellerts. Zaręczył się z nią w 1939. Po włączeniu Kraju Sudetów do III Rzeszy w październiku 1938 Gustav von Wittenburg kupił posiadłość w Německich Pavlovicach jako prezent ślubny dla syna. Rudolf i Monika pobrali się 17 stycznia 1940 roku w Osnabrück i zamieszkali w Slezskich Pavlovicach. Doczekali się dwójki dzieci: syna Nikolausa (ur. 1941) oraz córki Barbary (ur. 1944).
W 1945 w czasie walk o Wrocław utworzył własną Kampfgruppe. Został ranny w ramię w okolicy Malczyc. Z tego powodu odszedł ze stanowiska dowódcy bataliony, a jego miejsce zajął dowódca pierwszej kompanii, porucznik Simon.
Zmarł niedługo po zakończeniu wojny w sierpniu 1945.